# Henry Shrapnel
Henry Shrapnel (Bradford-on-Avon, Wiltshire, 3 de juny, 1761 - Southampton, Hampshire, 13 de març, 1842), va ser un oficial britànic i inventor de la granada de metralla que porta el seu nom.

## Biografia
Va ingressar als catorze anys al Royal College, i el 1779 va ser promogut a segon tinent d'artolleria, sent destinat a Terranova, tornant a Anglaterra el 1784, on va començar els seus estudis sobre els projectils buits i el problema d'aconseguir la seva explosió amb càrrega interior de bales i explosiu. No va trobar suport oficial per als seus experiments, i ple d'entusiasme per la seva idea, va decidir emprendre'ls a expenses pròpies. Per exigències del servei, el 1787 va ser destinat a Gibraltar, on va romandre fins a 1791, en què va sortir per a les Índies Occidentals, servint successivament a Barbadas, San Vicente, Granada i San Killis. A l'agost de 1793 va tornar a Anglaterra, sent promogut capità i destinat a l'exèrcit del duc de York, que operava a Flandes. Shrapnel es va portar brillantment en aquesta campanya, sent ferit greument al setge de Dunkerque.
En la retirada que van haver d'emprendre els anglesos, tot i estar ferit i no podent prendre part activa en les operacions, va donar a les seves forces dues idees, que van ser molt eficaces. Una va ser immobilitzar les rodes dels canons perquè no poguessin girar i si només relliscar, doncs donat l'estat i la classe de terreny de Flandes, la tracció es va fer millor per rellisca ment que per rodament, i fins i tot per facilitar més en alguns casos va disposar que es llencés sorra a les carrilades, i d'aquesta manera es va poder executar l'evacuació amb facilitat. Una altra idea que també va ser adaptada de seguida, i va tenir èxit, va ser encendre fogueres en un lloc molt apartat i diferent del camí que havien de seguir les forces angleses en la seva retirada; l'enemic va fer foc a la direcció de les fogueres i els anglesos van efectuar la seva retirada nocturna sense ser molestats.
En 1803 fou nomenat major, i continuà els seus experiments, trobant, per fi, la manera de regular el temps d'explosió de les espoletes, element indispensable per poder emprar els seus projectils. El 1804 va aconseguir que el Reial Arsenal de Woolwich fes experiments amb els seus projectils, i com que els resultats van ser completament satisfactoris, es va ordenar la seva adopció per l'artilleria anglesa. Al cap de poc temps el mateix any 1804, es van emprar els "shrapnels" al setge de Surinam, i l'informe donat pel comandament va ser altament favorable a la seva ocupació. Les tropes angleses que van actuar a la península Ibèrica durant la guerra de la Independència, anaven proveïdes de "shrapnels", i el duc de Wellington escribí al Govern anglès, el 13 d'octubre de 1808, el molt satisfet que estava de l'ocupació dels shrapnels a la campanya, i dient que gràcies a ells els anglesos havien pogut guanyar la batalla de Viniegra. Sir William Robe, comandant general de l'artilleria a les famoses línies de Torres Vedras, va escriure una carta molt entusiasta a Shrapnel felicitant-lo per la seva invenció, els grans avantatges de la qual comprovava cada dia.
Més tard als camps de Waterloo, sir George Wood, comandant general de l'artilleria, va dir que l'acció del 21 de juny de 1815, si no hagués estat per l'ocupació dels shrapnels, els anglesos haurien perdut la granja de la Haye Sainte i aquest fet hauria donat irremeiablement la victòria a Napoleon. Al juny de 1814 va ser ascendit a coronel, i després de la batalla de Waterloo li va ser concedida una pensió vitalícia de 1.200 lliures esterlines per any, a més de la seva paga pel seu invent i grans serveis.
El rei Guillem IV del Regne Unit el va distingir amb la seva amistat, convidant-lo a passar una temporada al seu palau de Brigthon. Se li va nomenar generala honorari el 1837. parabòliques. Sharpnel va deixar escrits diversos llibres tractant d'artilleria i projectil, sent els més notables un tractat de tir amb descripció d'una regla de la seva invenció, i un tractat de càmeres amb descripcions especials de les parabòliques. Les seves obres es guardan a Londres al War Office Records, Royal Artillery Records i el Patent Office.